# 漳州府志
《漳州府志》始由南宋淳熙年間所起筆編撰的《临漳志》（宋代四部皆无存世），後有嘉定年間的《清漳志》，以及明萬曆及清光緒年間的《漳州府志》。
內容主要記載漳州並及閩南一帶的歷史沿革及政軍民情風俗，以官方角度筆撰。從南宋到清光緒年間止至今已有多個版本。